# Epidendrum farinosum
Epidendrum farinosum är en orkidéart som beskrevs av Roberto Vásquez och Dodson. Epidendrum farinosum ingår i släktet Epidendrum och familjen orkidéer.
Artens utbredningsområde är Bolivia. Inga underarter finns listade i Catalogue of Life.